# Megaprosopus rufiventris
Megaprosopus rufiventris là một loài ruồi trong họ Tachinidae.